# قشلاق‌های عربلو
قشلاق‌های عربلو یک منطقهٔ مسکونی در ایران است که در دهستان ارشق غربی واقع شده‌است.